# بشاير المطيري
بشاير المطيري صحفية وإعلامية سعودية. تخرّجت من كلية الإعلام في جامعة الشارقة، بتخصّص بكالوريوس صحافة في عام 2004. ترأست تحرير مجلة زهرة الخليج بي مارس 2018 وأكتوبر 2019، وهي الآن مدير مشاريع النشر في شركة أبوظبي للإعلام.

## عملها
- مجلة المرأة اليوم ومجلة الرجل اليوم (يناير 2004 -  ديسمبر 2004)
- صحيفة الإمارات اليوم (يناير 2005 – سبتمبر 2012)
- قناة العربية (سبتمبر 2012 – فبراير 2018)
- شركة أبوظبي للإعلام - رئيسة تحرير مجلة زهرة الخليج (مارس 2018- أكتوبر 2019)
- شركة أبوظبي للإعلام - مدير مشاريع النشر (أكتوبر 2019 وحتى الآن)